# Лакарро, Мари-Софи
Мари-Софи Лакарро (фр. Marie-Sophie Lacarrau, род. 20 сентября 1975, Вильфранш-де-Руэрг, Аверон) — французская журналистка и телеведущая.

## Биография
Мари-Софи Лакарро родилась в Авероне и выросла недалеко от Перпиньяна. После школы в 1995 году она поступила в литературный колледж (лицей Ферма) в Тулузе, а затем получила степень по литературе в Университете Мирай.
В 1996 году начала стажироваться в газетах Midi Libre и Le Villefranchois, затем на телеканалах LCI и M6.
В 2000 году Мари-Софи Лакарро начала работать в монтажном отделе телеканала France 3 Quercy-Rouergue, а два года спустя — в France 3 Midi-Pyrénées, где она представила своё первое телешоу региональных новостей во время рождественских праздников 2005 года.
В 2010 году она заменила Кэтрин Матош на канале France 3 по выходным и стала дублёром Кэрол Гесслер в национальном новостном шоу 19/20.
С 2016 года она также представляет экономическую программу «In Situ» на канале France 3.
Осенью 2016 года она сменила Элизу Люсе на посту ведущей новостного шоу «13 часов» на канале France 2.

### Личная жизнь
Она вышла замуж за Пьера Басколя 12 августа 2006 года. У неё двое детей.